# Muscidae
Famille
Les Muscidae forment une famille comprenant de nombreuses espèces d'insectes de l'ordre des diptères, du sous-ordre des brachycères, principalement des mouches. C'est dans cette famille que l'on trouve par exemple la mouche domestique (Musca domestica).

## Liste des genres
Selon Catalogue of Life (28 févr. 2013) :
- genre Adia
- genre Aethiopomyia
- genre Afromydaea
- genre Agenamyia
- genre Albertinella
- genre Alluaudinella
- genre Altimyia
- genre Amicitia
- genre Anaphalantus
- genre Andersonosia
- genre Anthocoenosia
- genre Anthomyia
- genre Apsil
- genre Arthurella
- genre Atelia
- genre Atherigona
- genre Auria
- genre Azelia
- genre Balioglutum
- genre Beccimyia
- genre Biopyrellia
- genre Bithoracochaeta
- genre Brachygasterina
- genre Brevicosta
- genre Bruceomyia
- genre Bryantina
- genre Buccophaonia
- genre Calliphoroides
- genre Camptotarsopoda
- genre Caricea
- genre Cariocamyia
- genre Cephalispa
- genre Chaetagenia
- genre Chaetopapuaia
- genre Chaetophaonia
- genre Charadrella
- genre Chortinus
- genre Coenosia
- genre Cordilura
- genre Cordiluroides
- genre Correntosia
- genre Crucianella
- genre Curranosia
- genre Cypselodopteryx
- genre Cyrtoneurina
- genre Dasyphora
- genre Deltotus
- genre Dichaetomyia
- genre Dimorphia
- genre Dolichophaonia
- genre Drepanocnemis
- genre Drymeia
- genre Eginia
- genre Eginiella
- genre Eudasyphora
- genre Exsul
- genre Fraserella
- genre Graphomya
- genre Gymnodia
- genre Gymnopapuaia
- genre Haematobia
- genre Haematobosca
- genre Haematostoma
- genre Haroldopsis
- genre Hebecnema
- genre Helina
- genre Helinomydaea
- genre Heliographa
- genre Hemichlora
- genre Hennigiola
- genre Hennigmyia
- genre Huckettomyia
- genre Hydrotaea
- genre Idiohelina
- genre Insulamyia
- genre Itatingamyia
- genre Lasiopelta
- genre Limnohelina
- genre Limnophora
- genre Limnospila
- genre Lispacoenosia
- genre Lispe
- genre Lispocephala
- genre Lispoides
- genre Lophosceles
- genre Macroeginia
- genre Macrorchis
- genre Magma
- genre Megophyra
- genre Mesembrina
- genre Metopomyia
- genre Microcalyptra
- genre Mitroplatia
- genre Morellia
- genre Mulfordia
- genre Musca
- genre Muscina
- genre Mydaea
- genre Myiophaea
- genre Myospila
- genre Neivamyia
- genre Neodexiopsis
- genre Neohelina
- genre Neolimnophora
- genre Neomuscina
- genre Neomyia
- genre Neorypellia
- genre Neurotrixa
- genre Notoschoenomyza
- genre Nystomyia
- genre Ochromusca
- genre Ocypodomyia
- genre Ophyra
- genre Opsolasia
- genre Orchisia
- genre Oxytonocera
- genre Pachyceramyia
- genre Palpibracus
- genre Papuaia
- genre Papuaiella
- genre Paracoenosia
- genre Paralimnophora
- genre Parastomoxys
- genre Parvisquama
- genre Passeromyia
- genre Pectiniseta
- genre Pentacricia
- genre Phaomusca
- genre Phaonia
- genre Phaonidia
- genre Phaonina
- genre Philornis
- genre Pictia
- genre Pilispina
- genre Plexiopsis
- genre Plumispina
- genre Polietes
- genre Polietina
- genre Potamia
- genre Prohardyia
- genre Prostomoxys
- genre Pseudocoenosia
- genre Pseudohelina
- genre Pseudoptilolepis
- genre Psilochaeta
- genre Pygophora
- genre Pyrellia
- genre Pyrellina
- genre Reinwardtia
- genre Reynoldsia
- genre Rhabdoptera
- genre Rhinomusca
- genre Rhynchomydaea
- genre Rypellia
- genre Sarcopromusca
- genre Scenetes
- genre Schoenomyza
- genre Schoenomyzina
- genre Scutellomusca
- genre Sinophaonia
- genre Souzalopesmyia
- genre Spanochaeta
- genre Spathipheromyia
- genre Spilogona
- genre Stomopogon
- genre Stomoxys
- genre Stygeromyia
- genre Syllimnophora
- genre Syngamoptera
- genre Synthesiomyia
- genre Tamilomyia
- genre Tertiuseginia
- genre Tetramerinx
- genre Thaumasiochaeta
- genre Thricops
- genre Trichomorellia
- genre Villeneuvia
- genre Xenomorellia
- genre Xenomyia
- genre Xenotachina
- genre Xestomyia

## Liste des sous-familles
Selon ITIS (20 aout 2016) :
- sous-famille Coenosiinae
- sous-famille Cyrtoneurininae
- sous-famille Muscinae
- sous-famille Mydaeinae
- sous-famille Phaoniinae

## Liste des sous-familles et tribus

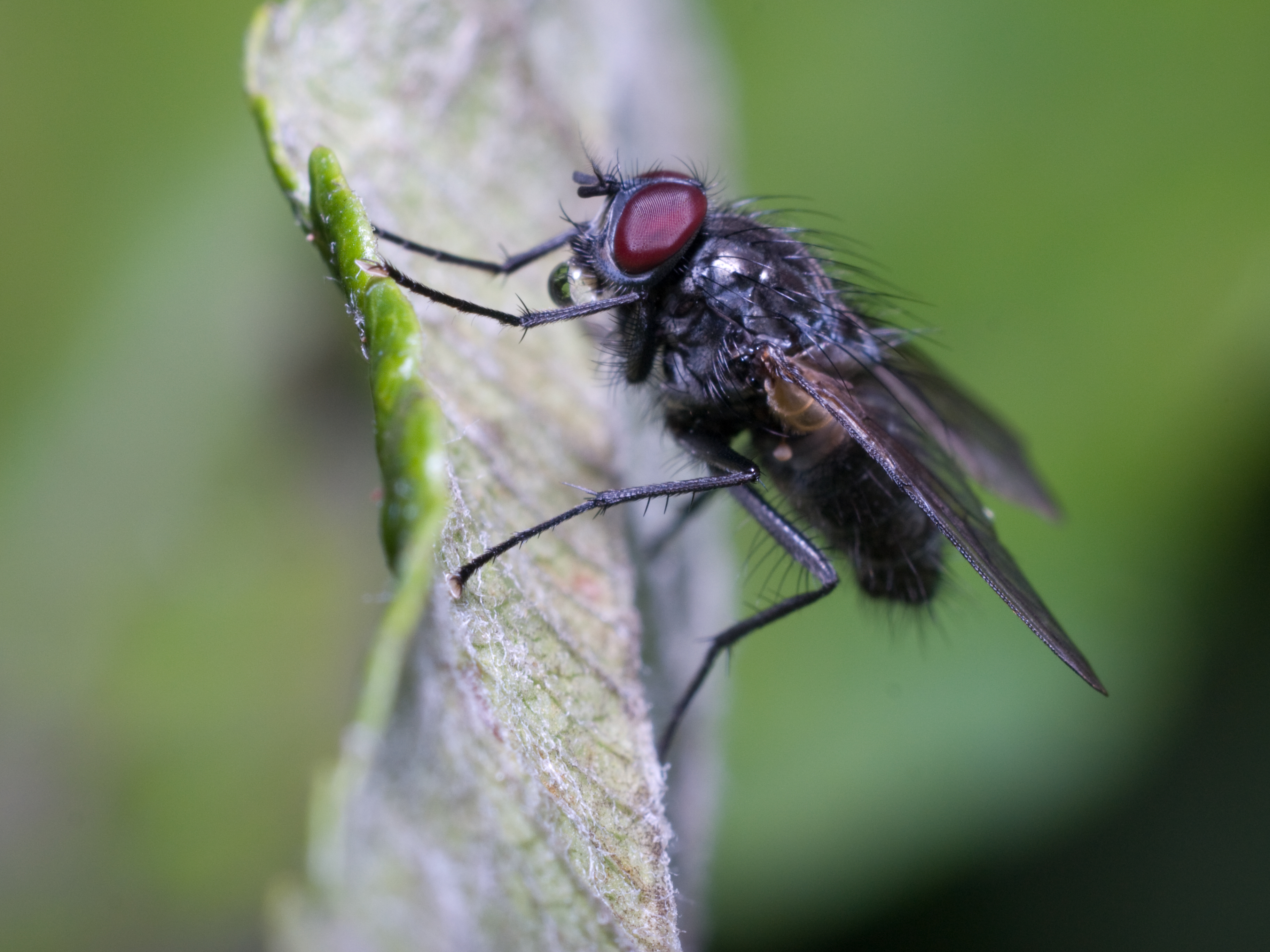
Muscidae sp.

Selon NCBI (20 aout 2016) :
- sous-famille Achanthipterinae
- sous-famille Atherigoninae
- sous-famille Azeliinae
  - tribu Azeliini
  - tribu Reinwardtiini
- sous-famille Coenosiinae
  - tribu Coenosiini
  - tribu Limnophorini
- sous-famille Cyrtoneurininae
- sous-famille Muscinae
  - tribu Muscini
  - tribu Stomoxyini
- sous-famille Mydaeinae
- sous-famille Phaoniinae
- Muscidae non classées

### Liste des sous-familles présentes en Europe
Selon Fauna Europaea (20 aout 2016) :
- Achanthipterinae
- Azeliinae
- Coenosiinae
- Muscinae
- Mydaeinae
- Phaoniinae